# 1985년 전미 비평가 협회상
제20회 전미 비평가 협회상은 1985년 최고의 영화를 기리기 위해 1986년 1월에 열린 시상식이다.

## 수상 및 후보

### 작품상
- 란 수상

### 감독상
- 프리찌스 오너 - 존 휴스턴 수상

### 여우주연상
- 웨더비 - 바네사 레드그레이브 수상

### 남우주연상
- 프리찌스 오너 - 잭 니콜슨 수상

### 여우조연상
- 프리찌스 오너 - 안젤리카 휴스턴 수상

### 남우조연상
- 프렌티 - 존 길구드 수상

### 각본상
- 로스트 인 아메리카 - 앨버트 브룩스 수상

### 촬영상
- 란 - 사이토 타카오 수상

### 다큐멘터리상
- 쇼아 수상